# میرتوپلکس
میرتوپلکس (به انگلیسی: MYRTOPLEX)
رده درمانی: عوامل موضعی پوستی.
اشکال دارویی: پماد

## موارد مصرف
پماد میر توپلکس دارای خاصیت ضد ویروس هرپس سیمپلکس نوع ۱ و ۲ می‌باشد و در درمان تبخالهای پوست نواحی مختلف بدن و اطراف واژن بکار می‌رود.

## مکانیسم اثر
مواد موثره آن تانن، پلی فنلها، روغن‌های فرار نظیر میر تول، سینئول و … فلاونوییدها هستند ولی مکانیسم اثر ناشناخته است.

## عوارض جانبی
حتمال بروزواکنشهای آلرژیک وجود دارد. ایمنی مصرف این فرآورده در دوران بارداری وشیردهی به اثبات نرسیده‌است.